# Comuna Sălățig, Sălaj
Sălățig (în maghiară: Szilágyszeg) este o comună în județul Sălaj, Transilvania, România, formată din satele Bulgari, Deja, Mineu, Noțig și Sălățig (reședința).

## Demografie
Componența etnică a comunei Sălățig
     Maghiari (55,53%)
     Români (39,35%)
     Alte etnii (0,29%)
     Necunoscută (4,83%)
Componența confesională a comunei Sălățig
     Reformați (52,37%)
     Ortodocși (36,98%)
     Penticostali (2,5%)
     Alte religii (2,87%)
     Necunoscută (5,28%)
Conform recensământului efectuat în 2021, populația comunei Sălățig se ridică la 2.404 locuitori, în scădere față de recensământul anterior din 2011, când fuseseră înregistrați 2.913 locuitori. Majoritatea locuitorilor sunt maghiari (55,53%), cu o minoritate de români (39,35%), iar pentru 4,83% nu se cunoaște apartenența etnică. Din punct de vedere confesional, majoritatea locuitorilor sunt reformați (52,37%), cu minorități de ortodocși (36,98%) și penticostali (2,5%), iar pentru 5,28% nu se cunoaște apartenența confesională.

## Politică și administrație
Comuna Sălățig este administrată de un primar și un consiliu local compus din 11 consilieri. Primarul, Grigore Mărieș[*], de la Partidul Național Liberal, este în funcție din 1 noiembrie 2024. Începând cu alegerile locale din 2024, consiliul local are următoarea componență pe partide politice:
|  | Partid                                 | Consilieri | Componența Consiliului | Componența Consiliului | Componența Consiliului | Componența Consiliului | Componența Consiliului | Componența Consiliului |
|  | -------------------------------------- | ---------- | ---------------------- | ---------------------- | ---------------------- | ---------------------- | ---------------------- | ---------------------- |
|  | Uniunea Democrată Maghiară din România | 6          |                        |                        |                        |                        |                        |                        |
|  | Partidul Național Liberal              | 4          |                        |                        |                        |                        |                        |                        |
|  | Partidul Social Democrat               | 1          |                        |                        |                        |                        |                        |                        |

## Atracții turistice
- Biserica Ortodoxă din Sălățig
- Biserica Reformată din Sălățig, construită în anul 1753
- Biserica Ortodoxă din Mineu
- Biserica Reformată din Mineu, construită în anul 1514, monument istoric
- Biserica de lemn cu hramul "Sf. Arhangheli" din Noțig, construcție 1842, monument istoric
- Biserica Reformată din Deja
- Biserica de lemn din Bulgari , construcție secolul al XVII-lea, monument istoric
- Clopotnița de lemn a bisericii reformate din satul Mineu, construcție secolul al XVIII-lea, monument istoric
- Situl arheologic de la Bulgari